# Свирачі
Свира́чі (болг. Свирачи) — село в Хасковській області Болгарії. Входить до складу общини Івайловград.

## Населення
За даними перепису населення 2011 року у селі проживали 350 осіб.
Національний склад населення села:
| Національність   | Кількість осіб | Відсоток |
| ---------------- | -------------- | -------- |
| болгари          | 308            | 97,5%    |
| цигани           | 8              | 2,5%     |
| турки            | 0              | 0%       |
| інша             | 0              | 0%       |
| не визначились   | 0              | 0%       |
| Всього відповіли | 316            |          |

Розподіл населення за віком у 2011 році:
Динаміка населення: